# Pseudohermonassa scaramangoides
Pseudohermonassa scaramangoides là một loài bướm đêm trong họ Noctuidae.